# Reich von Ghana

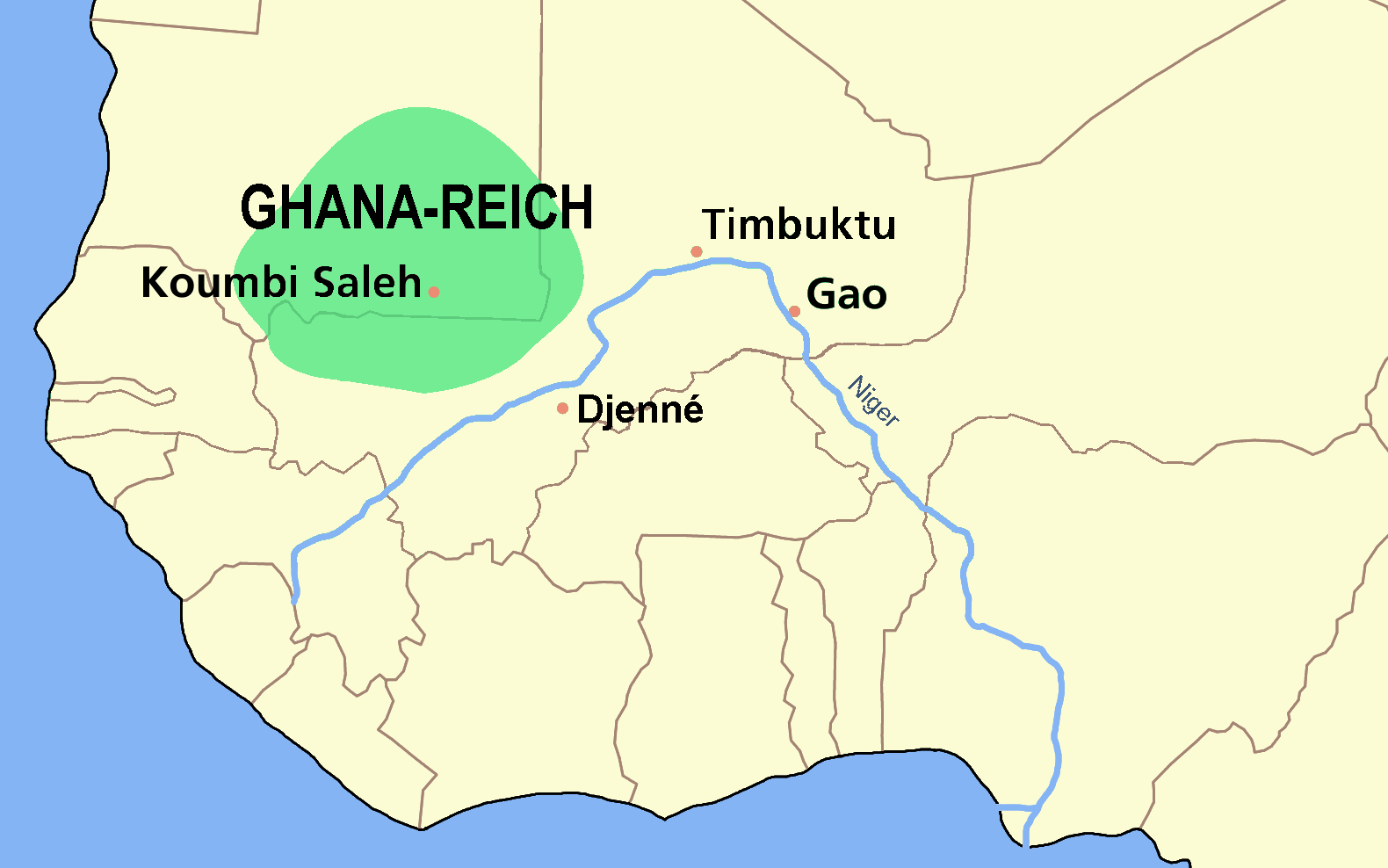
Lage des Reiches von Ghana

Das Reich von Ghana war eines der Reiche, die vor etwa tausend Jahren in Westafrika existierten. Der Name war in dieser Form wohl nur unter den nordafrikanischen Händlern im Umlauf, vor Ort bezeichnete man das Reich entweder als Wagadu oder als Reich des Kaya Magha (Ta'rikh al-Sudan). Das Reich wird in arabischen Quellen erstmals im 9. Jahrhundert namentlich erwähnt und als „Goldland“ bezeichnet. Nach Erkenntnissen des Geographen und Historikers des 9. Jahrhunderts, al-Yaʿqūbī, war Ghana neben Kanem und Gao das bedeutendste Reich im Sudan.
Um dieses Reich vom modernen Staat Ghana zu unterscheiden, wird es in der Literatur gelegentlich auch als Gana geschrieben. Da die Schreibweise Ghana jedoch aus der gebräuchlichen Umschrift des arabischen Namens Ghāna (غانه, DMG Ġāna) für das mittelalterliche Ghana entstanden ist, ist die Schreibweise Ghana international gebräuchlich.

## Hypothesen zu den Reichsgründern
Zur Gründung des Reiches von Ghana liegen nur mündliche Überlieferungen vor. In den Chroniken von Timbuktu, dem Ta'rikh al-Sudan und dem Ta'rikh al-Fattash finden sich Angaben aus der zweiten Hälfte des 17. Jahrhunderts. Die Wagadu-Legende der Soninke und die Ursprungstradition der Fulbe wurden erst während der Kolonialzeit aufgenommen. Archäologische Forschungen der Nachkolonialzeit ergaben zusätzliche Anhaltspunkte zur Siedlungsgeschichte des Gebietes des Ghanareiches. Von dieser dünnen Quellenbasis ausgehend versuchen Historiker ein Szenario für die Gründung des Reiches zu entwerfen.

### Migranten aus Syrien-Palästina
In der Kolonialzeit war die von Maurice Delafosse (1870–1926) vertretene Hypothese einer Gründung Ghanas durch sogenannte „Judéo-Syriens“ (jüdische Syrer) besonders einflussreich. Die hochspekulative Annahme stützt sich auf mündliche Überlieferungen der Fulbe, wonach die Staatsgründer sich auf israelitische Figuren wie Yakuba (Jakob) und Suleiman (Salomon) beriefen, die in Kenana (Kanaan) und Sam (Syrien) beheimatet waren. Delafosse nimmt an, dass „Judéo-Syriens“ im Anschluss an die Machtübernahme durch Ptolemaios I. Soter in Jerusalem etwa 320 v. Chr. aus Israel in die Cyrenaika deportiert worden waren, von wo sie im 2. Jahrhundert n. Chr. nach Westafrika gewandert seien. Diese israelitisch geprägten Einwanderer hätten um 300 n. Chr. das Ghanareich gegründet und seien um 800 n. Chr. durch einheimische Soninke gestürzt worden.

### Berber-Nomaden der Sahara
Den Angaben der Chroniken von Timbuktu ist zu entnehmen, dass man im 17. Jahrhundert Berber der Sahara als Reichsgründer vermutete. Al-Sa'di, der Autor des Ta'rikh al-Sudan, überliefert eine Tradition, wonach 22 Könige vor der Hidschra und 22 Könige nach der Hidschra in Ghana herrschten. Diese seien „Weiße“ (beiḍān) gewesen. Nach Ibn al-Mukhtār, dem Autor des Ta'rikh al-Fattash, waren die Reichsgründer vermutlich Sanhadscha und keine „Schwarzen“ (sūdān). N. Levtzion hat diese Angaben dahingehend interpretiert, dass spätere nomadische Eroberer ihren Stempel in den mündlichen Überlieferungen hinterließen, was aber Reichsgründungen durch schwarzafrikanische Ackerbauern nicht ausschlösse. Andere Autoren sehen in der matrilinearen Thronfolge einen entscheidenden Hinweis auf eine Reichsgründung durch Berber. Wenn die chronologischen Angaben al-Sa'dis auf einer im 17. Jahrhundert noch erinnerten Königsliste beruhen, dann wäre auf dieser Grundlage an eine Gründung des Staates im 1. Jahrhundert n. Chr. zu denken.

### Lokale Soninke
In der Nachkolonialzeit waren Gründungsmodelle durch Migrationen und Eroberungen verpönt. Im Zuge der Entkolonialisierung der Geschichte Afrikas zog man es vor, Gründungsprozesse durch lokale Akteure anzunehmen. Für das Grenzgebiet zwischen der Sahara und der westafrikanischen Savanne war das Verteidigungsmodell besonders erfolgreich. Im Rahmen dieses Modells nahm man an, dass schwarzafrikanische Ackerbauern sich zu staatsähnlichen Organisationen zusammenschlossen, um sich gegen die Überfälle marodierender Nomaden zu verteidigen. Als wichtigste Quelle zur Rekonstruktion dieses Gründungsszenarios dient die Wagadu-Legende der Soninke. Danach gründete der aus dem Orient eingewanderte Dinga Cisse das Königreich von Wagadu (= Ghana), indem er in Koumbi mit der schwarzen Schlange Bida einen Pakt schloss, wonach die Einwanderer der Schlange jährlich eine schöne Jungfrau opfern sollten. Im Gegenzug dafür sollten sie reichlichen Regen und Gold erhalten. Der Sturz des Reiches sei dadurch ausgelöst worden, dass unter dem siebten König von Wagadu der Verlobte der zu opfernden Jungfrau die Schlange tötete. Im Sterben habe die Schlange aber einen Fluch ausgesprochen, wonach das Land austrocknen und das Gold versiegen sollte. Historiker vermuten, dass sich letztere Angabe auf den Zerfall des Ghanareiches zu Beginn des 13. Jahrhunderts bezieht.

## Handel mit Nordafrika
In dem weiten Bereich des Senegal-Niger-Gebietes kontrollierten die Herrscher des Ghanareiches den lukrativen transsaharanischen Gold- und Sklavenhandel. Der arabische Geograph und Schriftsteller des 10. Jahrhunderts, Ibn Hauqal, bezeugte diesen Handel erstmals schriftlich zwischen dem marokkanischen Sidschilmasa und dem heute mauretanischen Aoudaghost/Ghana am Nord- und Südende der großen westsaharanischen Goldroute, nachdem Ghana 990 die Kontrolle über Aoudaghost übernommen hatte. In der Hauptstadt Koumbi Saleh wurden Gold und Sklaven gegen die Waren aus dem Maghreb, Pferde, Stoffe und Waffen, aber auch gegen das Salz der Sahara getauscht. Die Wangara-Händler schafften das Gold aus Buré und Bambouk bis nach Koumbi Saleh und von dort brachten es berberische und arabische Händler weiter nach Norden.

## Ausdehnung des Reiches
Zum Höhepunkt seiner Macht im 10. Jahrhundert n. Chr. erstreckte sich das Ghanareich von Tagant im heutigen Zentral-Mauretanien bis in das Gebiet des Nigerbogens im Osten der heutigen Republik Mali. Zeitweise dehnte es seine Herrschaft sogar auf die saharanischen Sanhadscha aus.

## Aufbau des Sakralkönigtums

### Beschreibung von al-Bakrī
Al-Bakri, ein berühmter arabischer Geograph des 11. Jahrhunderts, erwähnt 1068 in seinem Kitāb al-masālik wa-'l-mamālik (Buch der Wege und Königreiche) die berberischen und arabischen Kaufleute, die in Aoudaghost die herrschende Schicht darstellten. Er beschreibt das Königreich von Ghana vor seiner Eroberung durch die Almoraviden und notiert zur Hauptstadt:

„Die Stadt Ghana besteht aus zwei in einer Ebene gelegenen Teilstädten. Eine dieser Städte ist von Muslimen bewohnt, sie ist ausgedehnt, besitzt zwölf Moscheen, von denen eine eine Freitagsmoschee ist […] Die Königsstadt liegt sechs Meilen von ihr entfernt und trägt den Namen al-ghāba. Zwischen den beiden Städten befinden sich kontinuierliche Häuser. Die Häuser der Bewohner sind aus Stein und aus Akaziaholz. Der König hat einen Palast und zahlreiche gewölbte Häuser, die alle von einer Mauer wie von einem Stadtwall umgeben sind […] Der König schmückt sich wie eine Frau um seinen Hals und seine Unterarme. Auf dem Kopf trägt er eine mit Gold durchwirkte Krone, die von einem Turban aus feiner Baumwolle umwickelt ist. Er gibt Audienzen oder hört Klagen, die gegen die Amtsträger vorgebracht werden, in einem gewölbten Pavillon umgeben von zehn Pferden, die mit goldbestickten Überzügen bedeckt sind. Hinter dem König stehen zehn Diener mit Gold dekorierten Schutzschilden und Schwertern. Die Söhne seiner Vasallenkönige stehen in prächtigen Kleidern und mit golddurchflochtenen Haaren rechts von ihm. Vor ihm auf dem Boden sitzen der Bürgermeister der Stadt und die Minister. Neben der Tür stehen die königlichen Hunde mit vorzüglichem Stammbaum, die kaum jemals den Ort verlassen und die ihn bewachen. Um ihren Hals tragen sie mit Gold und Silber besetzte Halsbänder und Kugeln […] Wenn ein König stirbt, errichten sie über dem Platz seines Grabes eine hölzerne Kuppel. Sie bringen ihn auf einer Trage […] mit zahlreiche Opfergaben an seinen Seiten […] und jene seiner Diener, die ihm sein Essen vorbereiteten. Sie schließen die Tür der Kuppel und bedecken alles mit Matten und Ausstattungen. Dann werfen die Anwesenden solange Erde darauf, bis sich ein großer Tumulus gebildet hat...“

Laut al-Bakri war dieser König kein Muslim, ließ die Muslime aber in einer eigenen Stadt in der Nähe wohnen. Er habe seine Würde nicht von seinem Vater geerbt, sondern vom Bruder seiner Mutter. Diese matrilineare Erbfolge ist bei vielen Völkern Westafrikas verbreitet. Archäologische Untersuchungen haben ergeben, dass der Einfluss der nordafrikanischen Händler auf die Entwicklung Ghanas sehr gering war. Sie fungierten in erster Linie als marginale Kaufleute und residierten in der Händlerstadt Koumbi Saleh an der Südgrenze des heutigen Mauretanien.

### Lage der Hauptstadt
Vermutlich gab es zwei Zentren des Ghanareiches. Das ältere Tendirma lag am westlichen Nigerknie, wo die landwirtschaftlichen Ressourcen ausreichten, um eine sesshafte Lebensform zu ermöglichen. Dort wurden auch Hügelgräber gefunden, von denen eines auf das 11. Jahrhundert datiert wurde. Das jüngere Koumbi Saleh lag in der Mitte des unwirtlichen Senegal-Niger-Gebietes, wo nur die Kontrolle des lukrativen Goldhandels der Grund für die Errichtung einer Residenzstadt gewesen sein kann. Bisher hat man allerdings nur die Händlerstadt von Koumbi Saleh gefunden, die teilweise von Archäologen ausgegraben wurde. Die nach al-Bakri nahegelegene Königsstadt wurde jedoch trotz intensiver Bemühungen noch nicht entdeckt.

## Islamisierung unter dem Druck der Almoraviden: 1076

### Expansion der Almoravidenbewegung
Mit der Entstehung der militanten Almoravidenbewegung in der ersten Hälfte des 11. Jahrhunderts entwickelte sich in der westlichen Sahara eine eminente Bedrohung für das Sakralkönigtum von Ghana. 1040/41 wurde der König des Volkes der Sosso im Nachbarstaat Tekrur Muslim. Die Almoraviden eroberten 1054/55 Sidschilmasa und Aoudaghost. Danach konzentrierten sie sich aber auf Nordafrika, sodass Ghana zunächst nicht direkt unter den Druck der berberischen Glaubenskämpfer geriet. Erst 1076 wurde der Sakralkönig im Zuge der weiteren Expansion der Almoraviden gestürzt und der Islam im ganzen Reich verbreitet.
Zur Deutung des von dem arabischen Geographen al-Zuhri festgehaltenen Ereignisses der Islamisierung im Jahr 1076 bestehen zwei gegensätzliche Ansichten.

#### These der Eroberung Ghanas
Weit verbreitet ist die Vorstellung, dass die Almoraviden Ghana eroberten und dadurch den Islam mit Gewalt verbreiteten. Diese Vermutung stützt sich hauptsächlich auf das Zeugnis des am Ende des 14. Jahrhunderts schreibenden Ibn Chaldun.

#### These des inneren Umsturzes
In letzter Zeit wird verstärkt die Ansicht vertreten, dass der Umsturz von 1076 und die anschließende Islamisierung des Königshofes das Werk einer einheimischen islamischen Partei war, die von den Almoraviden unterstützt wurde. Grundlage für diese Annahme sind zum einen die Aussagen der zeitnahen arabischen Geographen und zum anderen die Auswertung der zu Beginn des 12. Jahrhunderts errichteten Stelen von Gao-Saney. Auch der weitere Fortbestand des Ghanareiches als unabhängige politische Einheit etwa 125 Jahre lang zeugt von dem Erhalt der Grundstrukturen des sakralen Königtums trotz der Islamisierungstendenzen.

## Niedergang des Ghanareiches: 12.Jahrhundert
Mit der Islamisierung durch die Almoraviden begann der Niedergang des großen Reiches. Es ist umstritten, ob das Eingreifen der heidnischen Sosso unter Sumanguru am Ende des 12. Jahrhunderts diesen Niedergang aufhielten oder beschleunigten. Der legendäre Sundiata Keïta gründete weiter im Süden unter den Malinke das zweite große Königreich Westafrikas, Mali, in der ersten Hälfte des 13. Jahrhunderts. Er selbst oder einer seiner Nachfolger eroberten Ghana und inkorporierten es in das Malireich.

## Der Ghana-Mythos
Nach dem Zweiten Weltkrieg erklärten die Wortführer der Nationalisten der Goldküstenkolonie (heute: Ghana), dass die Volksgruppen auf dem Gebiet dieser britischen Kolonie direkte Nachfahren der vor den Almoraviden aus Ghana geflohenen Menschen seien. Vor allem der erste Ministerpräsident Kwame Nkrumah betonte diese angebliche Abstammung, die er mit der phonetischen Ähnlichkeit von „Gana“ und „Akan“ (wichtigste Sprach- und Volksgruppe im modernen Ghana) zu beweisen versuchte. Weder durch historische Quellen noch durch kultur- und sprachgeschichtliche Belege ist eine solche Verbindung nachweisbar, und führende ghanaische Historiker wie Albert Adu Boahen haben dieser Behauptung scharf widersprochen. Nkrumah, der 1957 an die Spitze eines durch ethnische Spannungen bedrohten Staates trat, versuchte ein über alle ethnischen Grenzen hinweg wirkendes Nationalgefühl zu wecken, indem er allen Volksgruppen eine gemeinsame Abstammung zuschrieb, und zwar von dem ersten namentlich nachweisbaren Großreich in Westafrika. Damit trat Nkrumah gleichzeitig europäischen Historikern wie Hugh Trevor-Roper entgegen, die Subsahara-Afrika jede Geschichtlichkeit vor der Ankunft der Europäer absprachen. Der Ghana-Mythos spielt in der heutigen Politik in Ghana keine Rolle mehr, scheint aber sechzig Jahre nach der Entlassung des Landes in die Unabhängigkeit noch nachzuwirken, denn ethnische Spannungen sind im heutigen Ghana weitaus weniger virulent und staatsgefährdend als in benachbarten Ländern Subsahara-Afrikas. Allerdings scheinen in jüngerer Zeit wieder Ideologen aus dem Lager der Akan, der größten Volksgruppe im heutigen Ghana, mit einer Herkunft ihrer Ethnie aus dem alten Gana herleiten zu wollen, um den Anspruch auf den Vorrang ihrer Ethnie zu untermauern, womit sie die ursprünglich integrierende Funktion des politischen Mythos um „Gana“ in sein genaues Gegenteil verkehren und ihn eher zum Zweck der Spaltung zwischen den einzelnen Volksgruppen nutzen.